# هوبارا، فوکوشیما
هوبارا، فوکوشیما (به لاتین: Hobara) یک منطقهٔ مسکونی در ژاپن است که در ناحیه توهوکو واقع شده‌است. هوبارا ۲۴٬۴۹۱ نفر جمعیت دارد.